# Усник (дрвени дувачки инструменти)
На дрвеним дувачким инструментима усник је онај део инструмента на који се ослањају усне свирача. Неки инструменти попут фруле имају само рупу (улазни отвор) преко које свирач удувава ваздух. То за последицу има треперење ваздушних стубова унутар инструмента. Други дрвени инструменти имају уснике са језичком од трске - тзв. просте трске код бас-саксофона и кларинета и двоструке трске код обое и фагота. Приликом дувања код ових инструмената језичак вибрира и тако се стварају звучни ваздушни стубови.
Усник се јавља и код лимених дувача.